# Risshaku-ji
Der buddhistische Tempel Risshaku-ji (jap. 立石寺), im Volksmund auch Yama-dera (山寺, „Bergtempel“) genannt liegt in der Präfektur Yamagata auf dem Weg von Yamagata nach Sendai. Berühmt ist der von dem hohen Priester Ennin 860 n. Chr. gegründete buddhistische Bergtempel durch die Berglandschaft mit den bizarren Felsen und den verstreuten Gebäuden. Es gibt ein malerisches Landschaftsbild, besonders im Herbst beeindruckt die Laubfärbung.
Der große Haikudichter Matsuo Bashō besuchte die Tempel und war begeistert. Yamadera hatte starken Einfluss auf Bashos Werk Oku no Hosomichi.

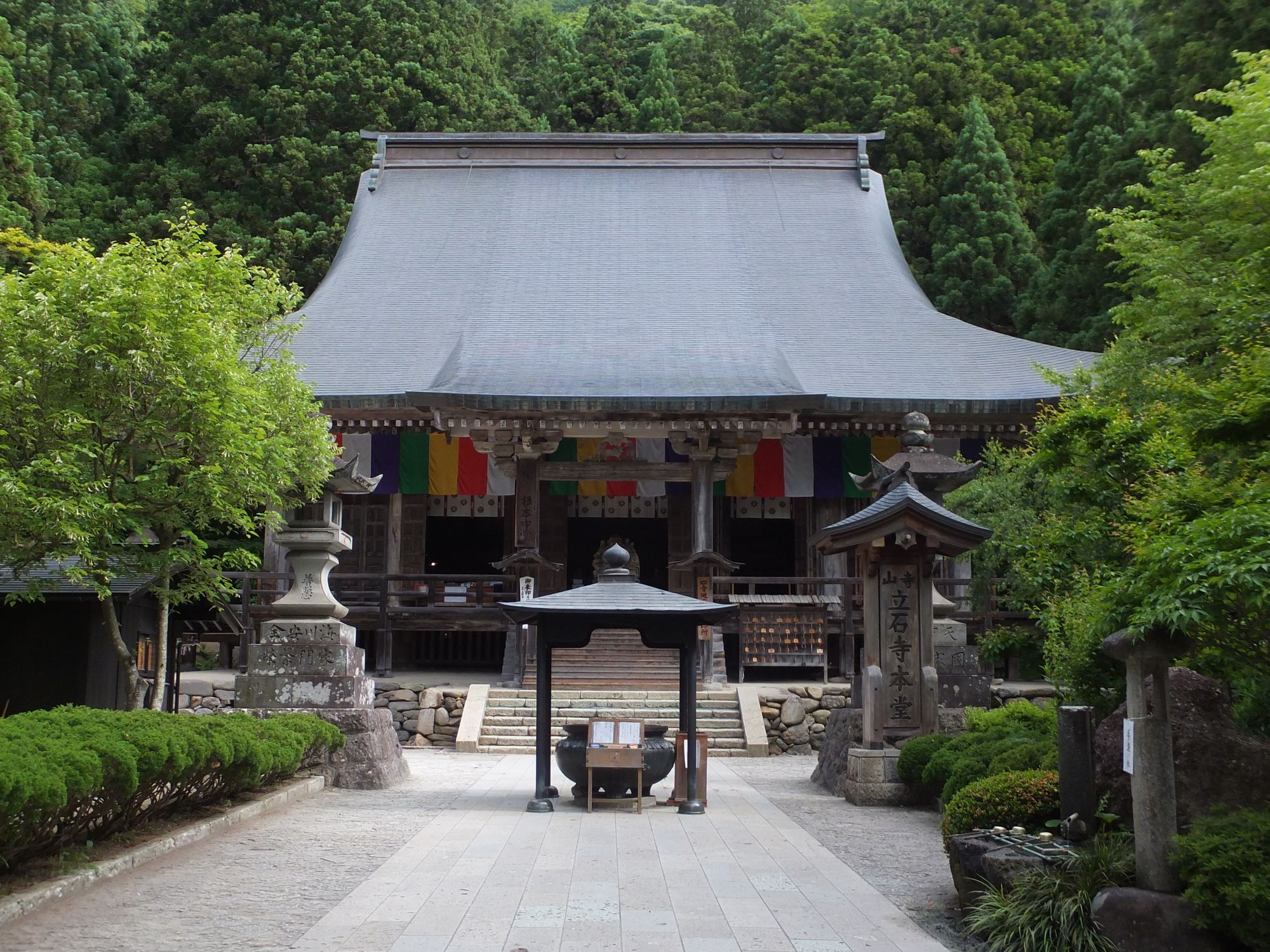
Konponchūdō (根本中堂), die Haupthalle
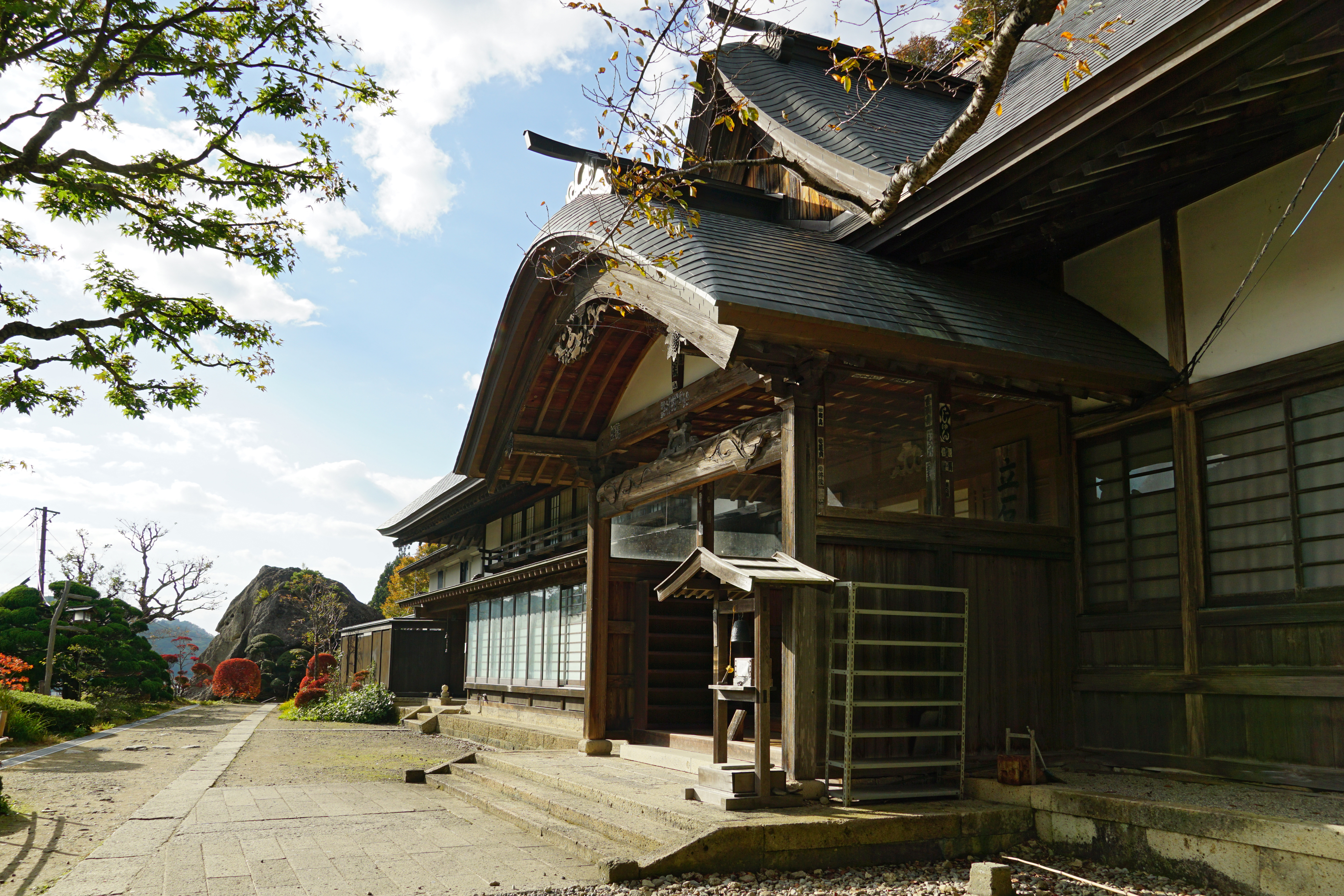
Ryūshaku-ji Honbō (立石寺本坊)
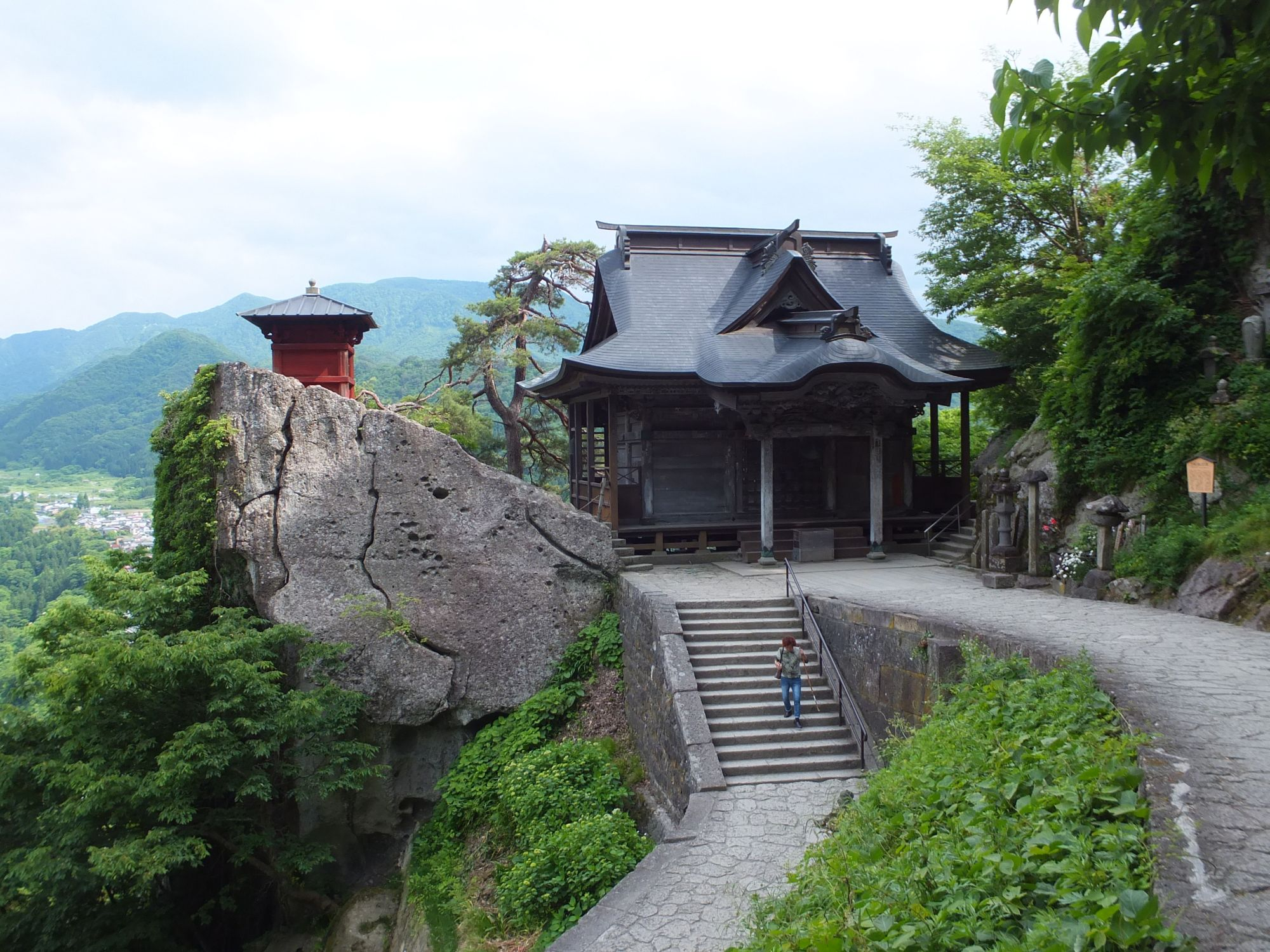
Sutrakopierhalle Nōkyō-dō (納経堂) links und Kaisan-dō (開山堂) rechts
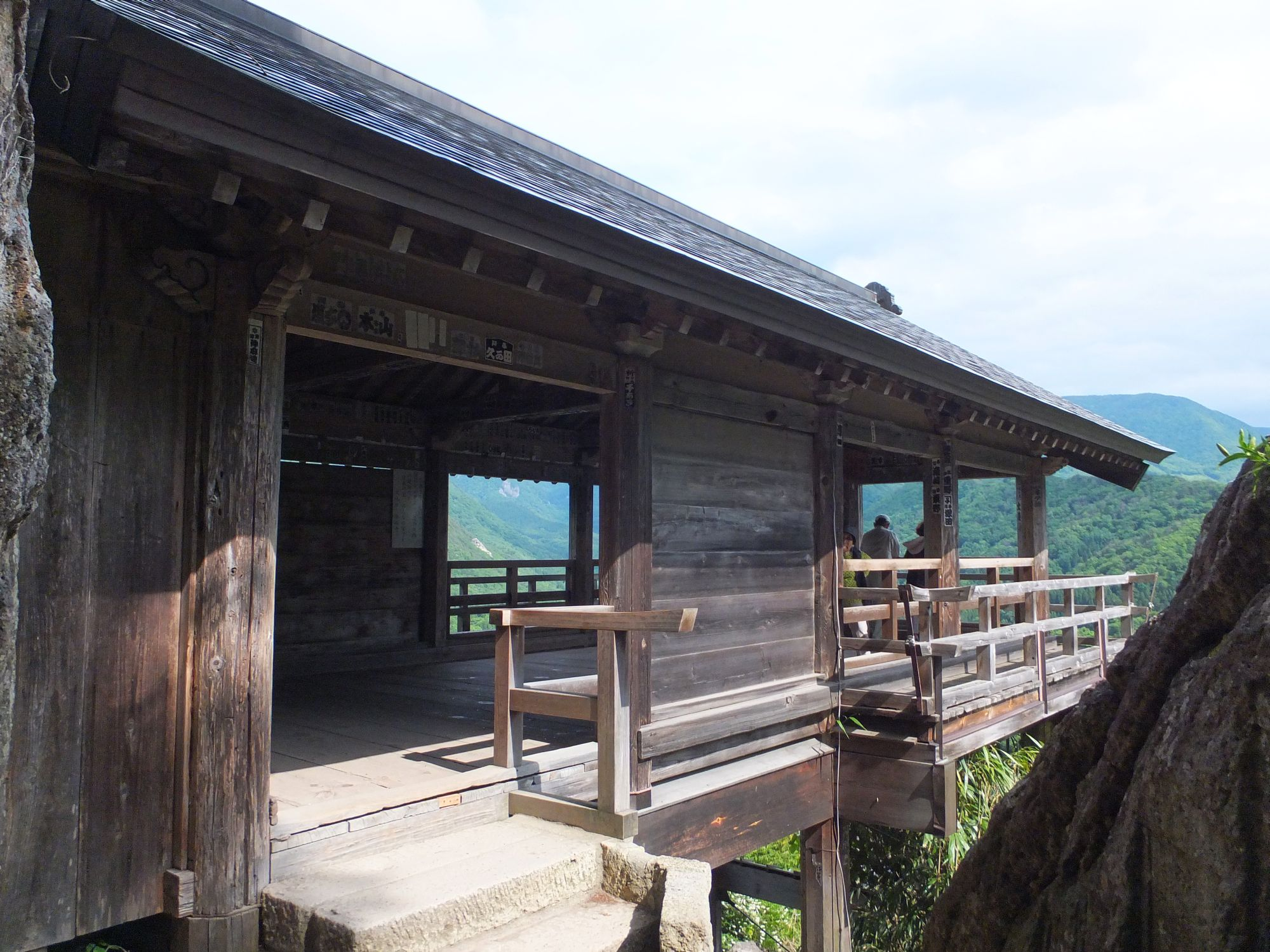
Godaidō
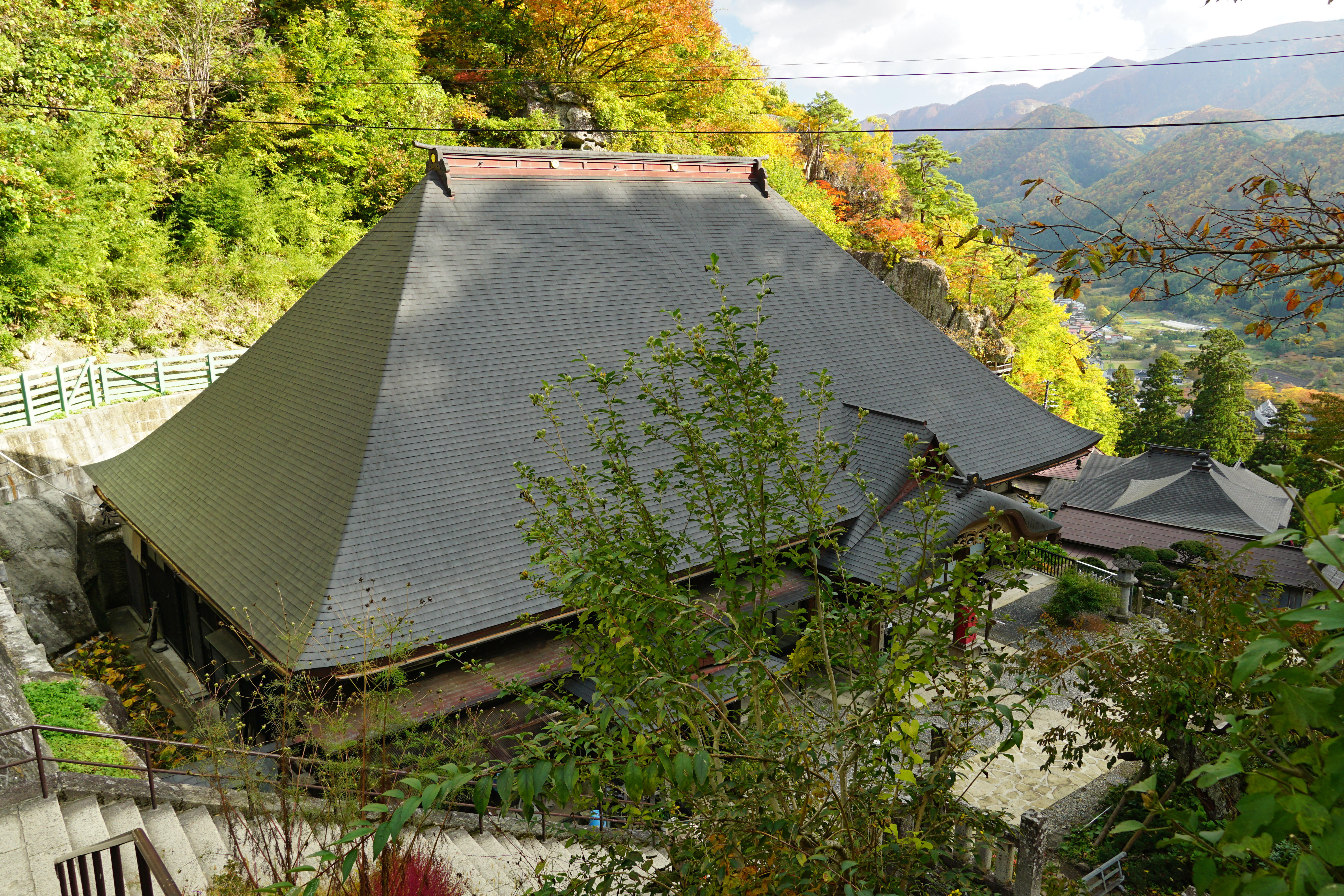
Chusei-in (中性院)
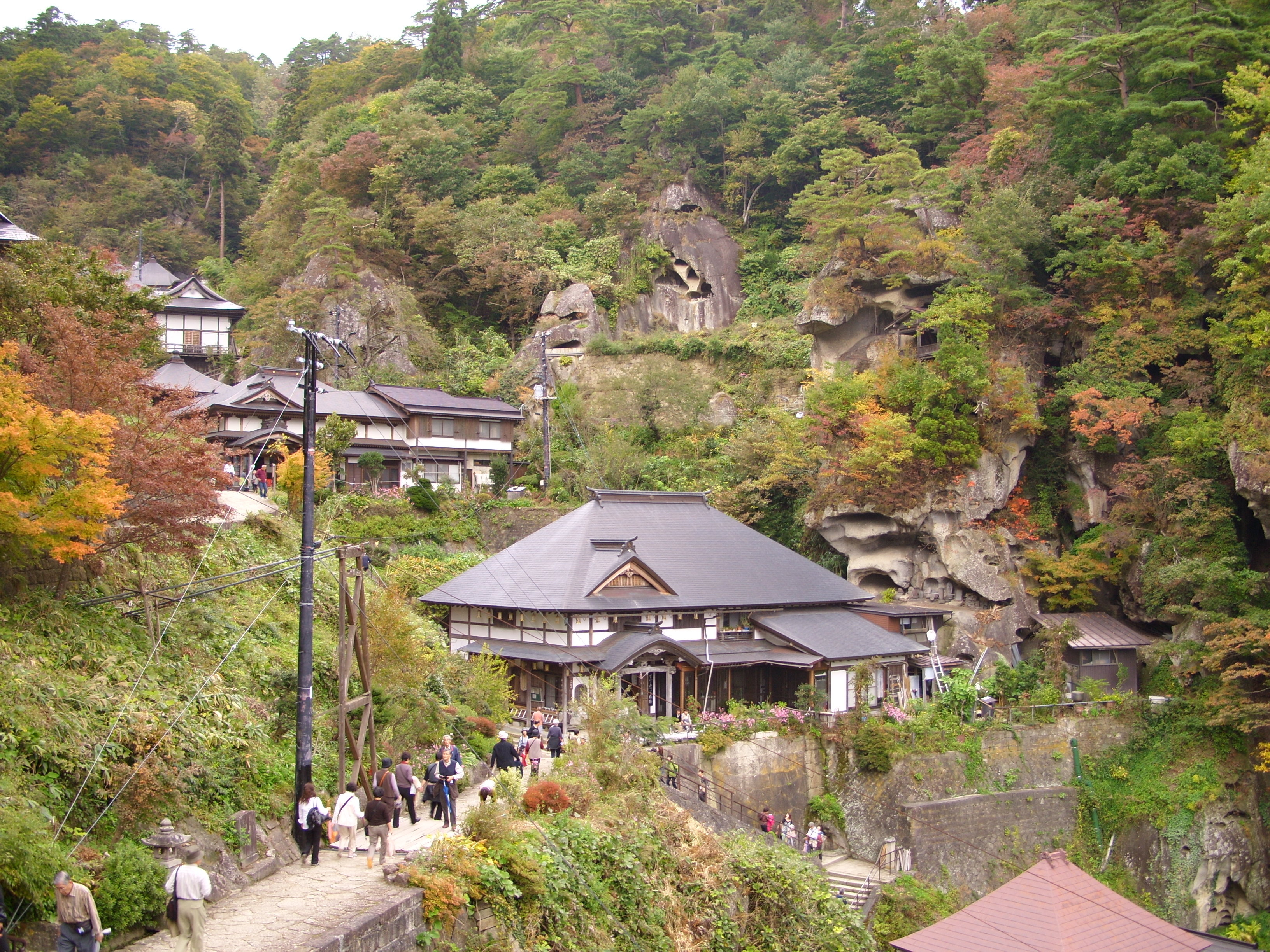
Blick auf den Seisōin (性相院)
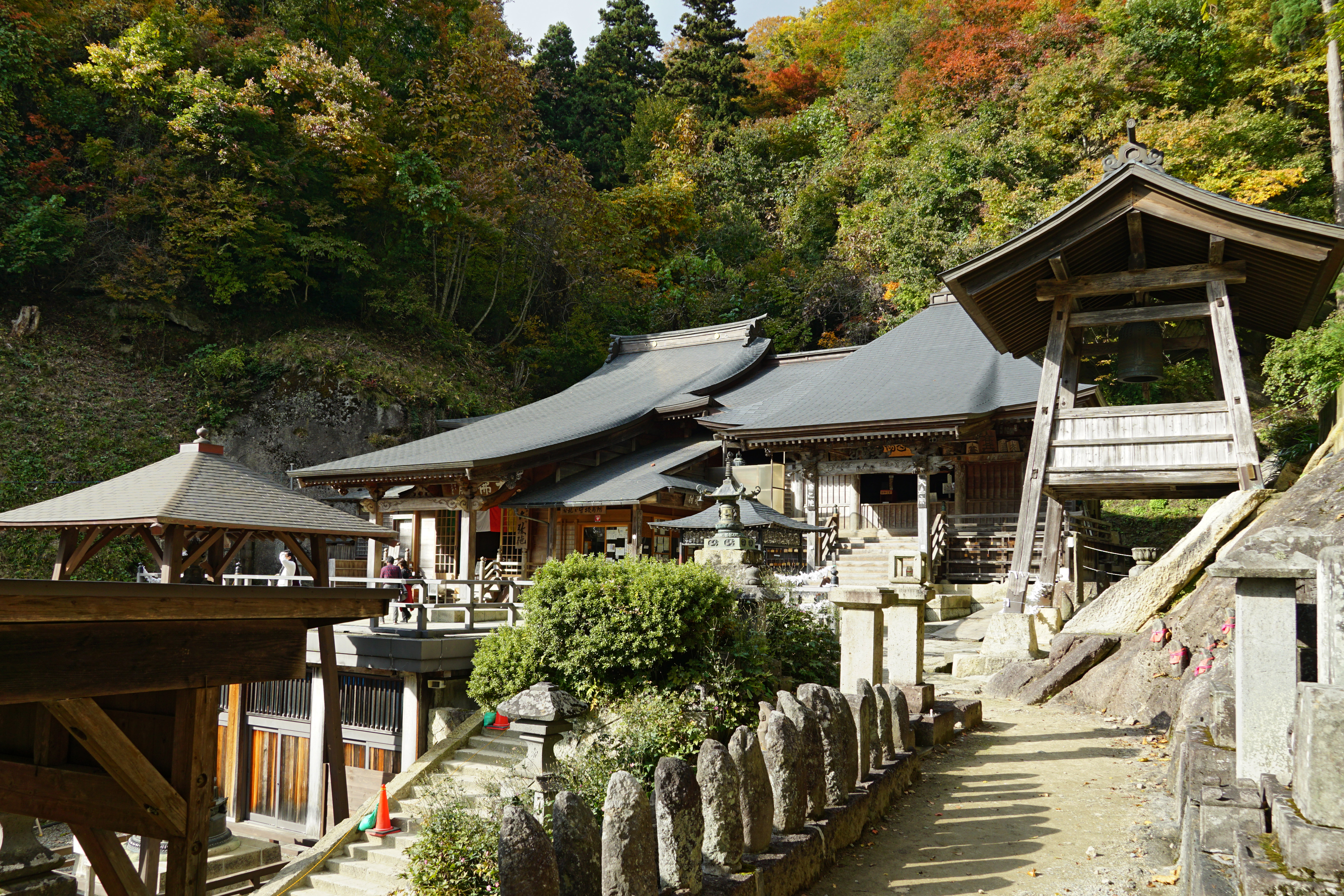
Okuno-in (奥の院)
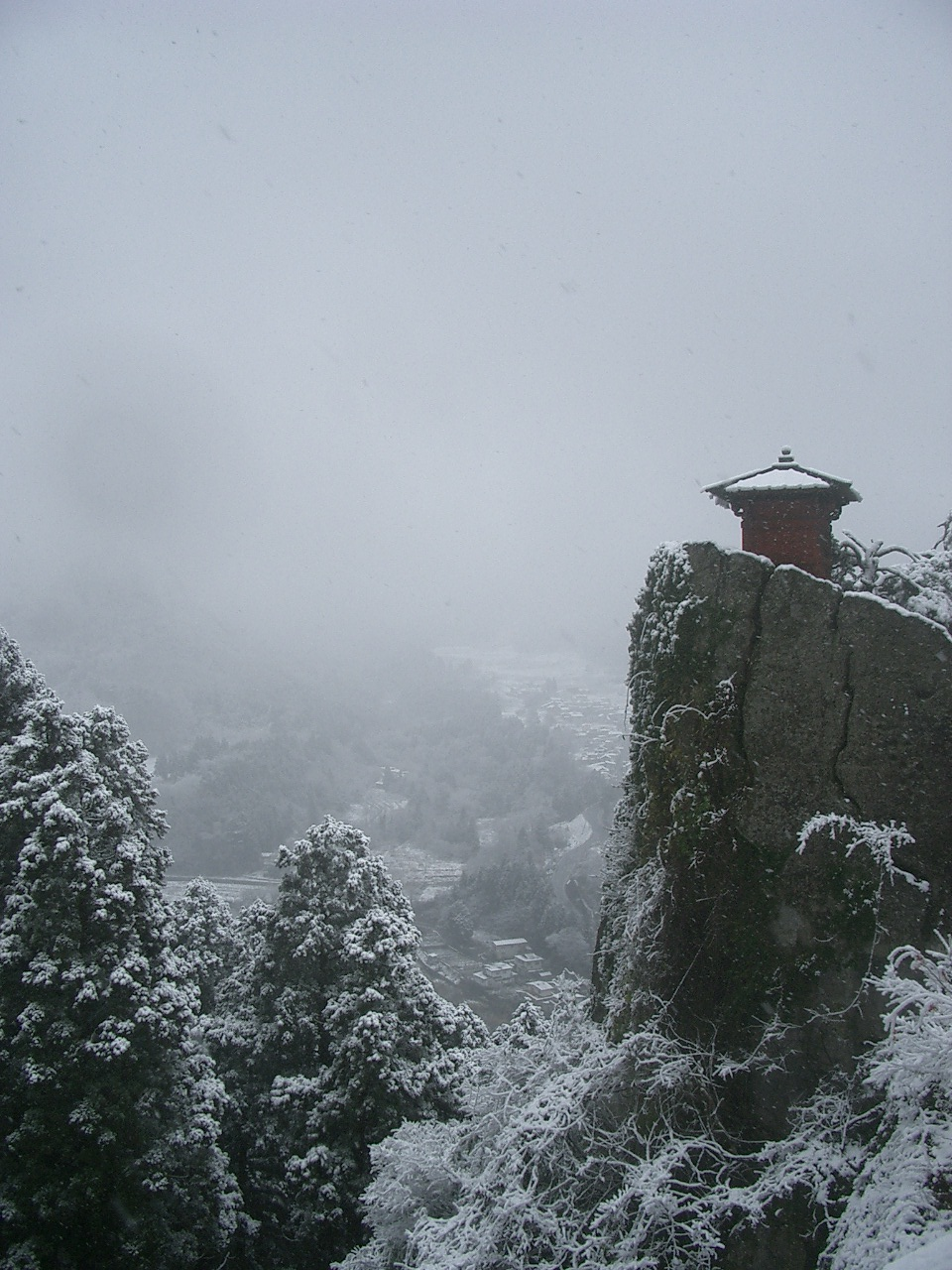
Nōkyō-dō im Winter